# Słupska Powiatowa Kolej Drezynowa
Słupska Powiatowa Kolej Drezynowa (SPKD) – kolej drezynowa zorganizowana przez grupę miłośników kolei ze Stowarzyszenia Użyteczności Publicznej Aktywne Pomorze. Na celu ma zachowanie i ochronę przed rozbiórką i dewastacją linii kolejowej nr 212 na odcinku Korzybie – Bytów. Obecnie SPKD skupia się głównie na odcinku Korzybie – Zielin Miastecki; na pozostałym fragmencie trasy prowadzony jest dozór oraz sporadycznie drobne prace związane z zachowaniem infrastruktury. Docelowo ma objąć zasięgiem całą trasę.
Początki działania SPKD datowane są na 2011 rok, kiedy to dokonano pierwszych oględzin trasy oraz określono cel działania SPKD. 11 lutego 2013 roku SPKD uzyskała patronat starosty słupskiego dla swoich działań. Ruch drezynowy uruchomiono 16 marca 2013 roku, po wcześniejszym przystosowaniu obecnie używanego odcinka linii kolejowej do ruchu oraz skonstruowaniu roweru i drezyny spalinowej przystosowanych do poruszania się po torze. W dniu 13 września 2013 roku wicemarszałek województwa pomorskiego wraz z burmistrzem Kępic dokonali uroczystego otwarcia przystanku drezynowego w Bronowie.

## Użytkowany tabor
- rower torowy;
- drezyna spalinowa;
- drezyna ręczna „kiwajka”;
- wagonik;
- przystosowany do ruchu torowego samochód Fiat 126;
- drezyna elektryczna według własnego projektu.